# Zuzana Kabrhelová
Zuzana Kabrhelová roz. Hájková (* 15. ledna 1963, Praha) je československá hráčka basketbalu. Je vysoká 170 cm.

## Sportovní kariéra
V basketbalovém reprezentačním družstvu Československa v letech 1982 až 1988 hrála celkem 108 utkání a má podíl na dosažených sportovních výsledcích. Zúčastnila se kvalifikace na Olympijské hry 1988 Kuala Lumpur, Malajzie a
Olympijských her 1988 (Soul, Jižní Korea) - 8. místo a dvou Mistrovství Evropy 1983, 1985, na nichž získala jedno čtvrté místo (1985). S družstvem Československa na Mistrovství Evropy kadetek v roce 1980 (Pécs, Maďarsko) skončila na pátém místě a na Mistrovství Evropy juniorek v roce 1981 (Eger, Maďarsko) skončila rovněž na pátém místě ,
V československé basketbalové lize žen hrála celkem 10 sezón (1980-1993), z toho 9 sezón za družstvo VŠ Praha, s nímž získala v ligové soutěži šest titulů mistra Československa (1981-1985, 1987-1989) a třikrát druhé místo (1981, 1985-1987). Jednu sezónu (1992/93) hrála za Traner Praha (Slovan Orbis Praha). Je na 116. místě v dlouhodobé tabulce střelkyň československé ligy žen za období 1963-1993 s počtem 1281 bodů. S klubem VŠ Praha hrála 6 ročníků Poháru mistrů evropských zemí v basketbalu žen (PMEZ), v ročníku 1984 prohra v semifinále proti Levski Spartak Sofia (Bulharsko) a dvakrát účast ve čtvrtfinálové skupině. V Poháru vítězů pohárů (Ronchetti Cup) družstvo hrálo 5 ročníků (1979-1988), bylo třikrát vyřazeno v semifinále 1981 (Spartak Moskva), 1987 (FD Miláno) a 1988 (Dinamo Kyjev) a jedenkrát hrálo ve čtvrtfinále (1982).  

## Další profesní kariéra
Po dokončení studia na lékařské fakultě v roce 1989, se jako lékařka věnuje především gynekologii.

## Sportovní statistiky

### Kluby
- 1980-1989 VŠ Praha, celkem 9 sezón a 9 medailových umístění: 6x mistryně Československa (1981-1985, 1987-1989), 3x vicemistryně Československa (1981, 1985-1987)
- 1992/93 Traner Praha (Slovan Orbis Praha)	- 13. místo (1993)

### Evropské poháry
S klubem VŠ Praha - je uveden (počet zápasů, vítězství - porážky) a výsledek v soutěži
- Pohár mistrů evropských zemí v basketbalu žen (PMEZ) - celkem 4 ročníky poháru (1980-1989)
  - 1984 - v semifinále vyřazena od Levski Spartak Sofia (Bulharsko), 1989 - 1x ve finálové skupině
  - 1985 - ve čtvrtfinále vyřazena od Agon 08 Dusseldorf (NSR), 1983 účast ve čtvrtfinálové skupině,
- Pohár vítězů pohárů - Ronchetti Cup - celkem 4 ročníky (1980-1988)
  - 3x prohra v semifinále 1981 (Spartak Moskva), 1987 (Feminille Deborah Miláno Itálie), 1988 (Dinamo Kyjev)
  - 1x účast ve čtvrtfinále (1982)

### Československo
- Kvalifikace na Olympijské hry 1988 (22 /9) Kuala Lumpur, Malajzie
- Olympijské hry 1988 Soul, Jižní Korea (0 /2) 8. místo
- Mistrovství Evropy: 1983 Budapešť, Maďarsko (8 /4) 6. místo, 1985 Treviso, Itálie (3 /3) 4. místo, celkem na 2 ME 11 bodů a 7 zápasů
- 1982-1988 celkem 108 mezistátních zápasů, v kvalifikaci OH, OH a ME celkem 33 bodů v 18 zápasech
- 1980 - Mistrovství Evropy kadetek Pécs, Maďarsko (109 /8, nejlepší střelkyně) 5. místo
- 1981 - Mistrovství Evropy kadetek Eger, Maďarsko (58 /6) 5. místo